# Stanisław Hołuj
Stanisław Hołuj (ur. 5 kwietnia 1899 w Myślenicach, zm. 29 czerwca 1940 w Krzesławicach) – polski kierowca i motocyklista wyścigowy oraz żużlowiec.

## Życiorys
Hołuj urodził się 5 kwietnia 1899 roku jako syn Jana i Marii. W wieku 15 lat wstąpił do Pierwszej Kompanii Kadrowej. Kompania ta stała się później zalążkiem Legionów Polskich. Za służbę w Legionach otrzymał Medal Niepodległości. Po zakończeniu I wojny światowej został powołany do 12 pułku piechoty.
Po powrocie z wojska (ok. 1922) pomagał ojcu, który był właścicielem elektrowni, pracował także w krakowskiej rozgłośni radiowej. Następnie zainteresował się sportami motorowymi. Początkowo brał udział w wyścigach motocyklowych (na Harleyu Davidsonie) i żużlowych, a do jego sukcesów należało żużlowe mistrzostwo Śląska. Następnie uczestniczył w rajdach, wyścigach i wyścigach górskich. W 1930 roku zwyciężył w Wyścigu Tatrzańskim na motocyklu Rudge. W 1931 roku przerzucił się na wyścigi samochodowe, kupując samochód wyścigowy Bugatti hrabiego Mycielskiego (Bugatti T37A). Zajął trzecie miejsce w Grand Prix Lwowa 1931, najlepsze z polskich zawodników. W ostatnim Wyścigu Tatrzańskim w 1931 roku również zajął trzecie miejsce w klasyfikacji ogólnej, najlepsze z polskich zawodników. Amatorsko uprawiał także skoki narciarskie na zbudowanej przez siebie skoczni w Myślenicach.
23 czerwca 1940 roku został aresztowany przez Niemców za uczestnictwo w konspiracyjnej organizacji. Tego samego dnia został wywieziony do więzienia Montelupich. 29 czerwca został wywieziony do Krzesławic, gdzie tego samego dnia został rozstrzelany.
Był mężem Anny Konder, z którą miał dwójkę dzieci: Martę i Jacka.